# Dissacus
Dissacus es un género extinto de mamíferos mesoniquios de hábitos carnívoros del tamaño de un chacal a un coyote, endémico en Asia y América del Norte durante el Paleoceno y Eoceno desde hace 65—50,3 millones de años, viviendo por aproximadamente 14,7 millones de años. El género Ankalagon, del tamaño de un oso, estaba estrechamente relacionado con Dissacus y es considerado un género descendiente o hermano.
Dissacus tenía distribución holárctica, pero Dissacus europaeus es hasta el momento la única especie hallada en Europa. El registro fósil de esta especie es fragmentario; restos en Cernay, Francia, incluye una mandíbula, un radio completo y fragmentos de un húmero. Un estudio morfológico de este animal sugiere que era digitigrado y más corredor de lo que usualmente se considera para el género.

## Especies
- Género Dissacus
  - Dissacus argenteus
  - Dissacus europaeus
  - Dissacus indigenus
  - Dissacus magushanensis
  - Dissacus navajovius
  - Dissacus praenuntius
  - Dissacus rotundus
  - Dissacus serior
  - Dissacus serratus
  - Dissacus willwoodensis
  - Dissacus zanabazari
  - Dissacus zengi